# 韓弘
韓弘（765年—822年），潁川（今河南許昌）人。世居滑州匡城（今河南長垣西南），宣武節度使劉玄佐的外甥。弟韩充为宣武节度使。
父韩海，游击将军赠太师。少孤，依母族。成為劉玄佐的幕僚，累奏試大理評事。又事劉全諒。貞元十五年（799年），劉玄佐死，其子劉士寧被逐。汴軍共推韓弘為留後，為汴州刺史兼宣武軍節度，殺兇卒之魁劉鍔等三百餘人，境內遂平。自试大理评事、检校工部尚书、汴州刺史，兼御史大夫、宣武军节度副大使知节度事、宋亳汴颍观察等使。累授检校左右仆射、司空。805年唐宪宗即位后，加同平章事。
元和十年（815年），改任淮西諸軍行營都統，韓弘以淮西諸軍十萬人，出擊吳元濟，韓弘自私，陰為逗撓計，想倚賊以自重，不願淮西速平。結果李光顏作戰最力，韓弘欲結其歡心，舉大城（今開封市）索得一美婦人贈之，光顏卻還美妓。韓愈作《平淮西碑》表揚戰功，文中大力稱讚韓弘的貢獻，韓弘贈絹五百匹給他以作潤筆之資。消灭吴元济后，以统帅功，加开府仪同三司，守司徒兼侍中，封許國公，罢行营都统。后守司徒兼中书令。
元和十三年（818年）秋，“下制罪狀李師道，令宣武、魏博、義成、武寧、橫海兵共討之”，朝廷挾討平淮西之聲威，發五道兵討淄青李師道，韓弘“自將兵擊李師道，圍曹州（今山東荷澤）”。元和十四年（819年）李師道被殺，韓弘始入朝，皇帝待之甚厚。韓弘獻馬三千，絹五千，雜繒三萬。次年（820年），為河中節度使（河中晋绛慈隰等州节度观察处置使开府仪同三司守司徒兼中书令河中尹上柱国许国公食邑三千户）。長慶二年（822年）十二月逝世，年五十八。韓愈撰韓弘墓志銘。有子韓公武。

## 延伸阅读
[在维基数据编辑]
 《舊唐書·卷156》，出自刘昫《舊唐書》
 《新唐書·卷158》，出自《新唐書》